# 獅城水手足球俱樂部
獅城水手足球俱樂部是新加坡職業足球聯賽的一支职业球队。1996年新加坡職業足球聯賽刚成立的时候，俱乐部叫做警察足球俱乐部。翌年，球队改名为内政联队，寓意是球队不止代表新加坡警察力量，而且代表新加坡内政部的其他服务性武装力量，包括新加坡民防部队。2020年2月14日球隊獲新加坡公司冬海集團收購，並改名為獅城水手足球俱樂部。
内政联队時期赢得了1999年和2003年的新加坡联赛冠军和2000年、2001年、2003年和2005年的新加坡盃赛冠军。球队的昵称是「守护者」，吉祥物为龙。球队的主场设在碧山体育场。 2021年10月11日，獅城水手夺得新超联赛冠军。

旧队徽

## 發展歷史
2021年1月21日，獅城水手足球俱樂部以打破新加坡轉會費紀錄的價錢一百八十萬歐羅收購巴西球員Diego Lopes。
2021年4月25日，狮城水手宣佈斥资1000万元在佩顿水道畔打造训练基地与足球学院，预计2022年4月完工。新训练基地坐落于玛达路（Mattar Road），设施包括两座11对11足球场，以及三座7对7中型球场。除了基本的更衣室和健身房之外，基地还将设置运动科学与运动医药部门、录像分析部门，以及阅读室供精英发展计划的学员使用。新基地也设有公共空间，希望为玛达路附近居民共享足球喜悦。
獅城水手在2021年5月10日宣布，该队已经从马来西亚超级联赛的柔佛DT队签下哈里斯·哈伦，合约为期三年半。这是30岁的哈里斯时隔九年后首次以正式球员身份回归新加坡联赛。2021年5月19日，獅城水手足球俱樂部宣佈2020年亞足聯冠軍聯賽冠軍蔚山現代總教練金度勳為其新任總教練。他簽約2年半並且會在六月開始工作。
2021年10月11日，獅城水手在2021赛季新加坡超级联赛最后一轮比赛中4比1力克马里士他卡沙，从而以两分优势，夺得新超联赛冠军。也是自2014年以来，首支在新超（及其前身新联赛）夺冠的新加坡本地球队。

## 荣誉
- 聯賽
  - 新加坡職業足球聯賽：3次
    - 1999，2003，2021

  - 全國甲組足球聯賽:1次
    - 1985

- 杯賽
  - 新加坡杯：6次
    - 2000, 2001, 2003, 2005, 2011, 2013

  - 新加坡慈善盾：: 2次
    - 2019, 2022

  - 總統杯: 1次
    - 1980

  - FAS挑戰杯:1次
    - 1968

### 新加坡職業足球聯賽
- 2021年 - 冠軍
- 2020年 - 第三名
- 2018年 - 亞軍
- 2017年 - 第三名
- 2015年 - 第六名
- 2014年 - 第四名
- 2013年 - 亞軍
- 2012年 - 第五名
- 2011年 - 亞軍
- 2010年 - 季軍
- 2009年 - 第四名
- 2008年 - 第三名
- 2007年 - 亞軍
- 2006年 - 第四名
- 2005年 - 第四名
- 2004年 - 亞軍
- 2003年 - 冠军
- 2002年 - 亞軍
- 2001年 - 第三名
- 2000年 - 第四名
- 1999年 - 冠军
- 1998年 - 第七名
- 1997年 - 第九名
- 1996年 - 上半季: 第六名; 下半季: 第八名

### 新加坡杯冠军
- 2000年、2001年、2003年、2005年

在新加坡职业足球联赛形成之前，球队以警察体育协会足球队在新加坡最高级别的比赛中获得过1985年国家足球联赛冠军和1980年总统杯冠军。

## 球队大名单（2025/2026球季）

### 现役名单
1. 粗體字為新加盟球員
2. 者為傷患球員

| 號碼  | 國籍     | 球員                                          | 位置     | 出生日期       | 加盟年份 | 備注  |       |       |
| 门 将 | 门 将    | 门 将                                         | 门 将    | 门 将          | 门 将    | 门 将 | 门 将 | 门 将 |
| ----- | -------- | --------------------------------------------- | -------- | -------------- | -------- | ----- | ----- | ----- |
| 1     | 新加坡   | 伊兹万·马布德（Izwan Mahbud）                 | 門將     | 2000年9月26日  | 2022年   |       |       |       |
| 13    | 新加坡   | 阿迪布·哈基姆（Adib Hakim）                   | 門將     | 2000年9月26日  | 2019年   |       |       |       |
| 25    | 克罗地亚 | 艾雲·蘇錫（Ivan Susak）                       | 門將     | 1997年10月6日  | 2025年   |       |       |       |
| 後 衛 |          |                                               |          |                |          |       |       |       |
| 4     | 克罗地亚 | 東尼·達高域（Toni Datković）                  | 中后卫   | 1993年11月6日  | 2024年   |       |       |       |
| 5     | 新加坡   | 陈汉玮（Lionel Tan）                          | 中后卫   | 1997年6月5日   | 2023年   |       |       |       |
| 11    | 新加坡   | 哈费斯·诺尔（Hafiz Nor）                      | 边后卫   | 1988年8月22日  | 2018年   |       |       |       |
| 14    | 新加坡   | 哈里斯·哈伦（Hariss Harun）                   | 中后卫   | 1990年11月19日 | 2021年   |       |       |       |
| 20    | 新加坡   | 努爾·亞當·阿卜杜拉（Nur Adam Abdullah）       | 左閘     | 2001年4月13日  | 2025年   |       |       |       |
| 21    | 新加坡   | 薩富萬·巴哈魯丁（Safuwan Baharudin）          | 中后卫   | 1991年9月22日  | 2025年   | 外借  |       |       |
| 22    | 新加坡   | 克里斯托弗·范胡伊岑（Christopher van Huizen） | 边后卫   | 1992年11月8日  | 2023年   |       |       |       |
| 26    | 澳大利亚 | 貝利·胡禮（Bailey Wright）                    | 中后卫   | 1992年7月27日  | 2023年   |       |       |       |
| 29    | 葡萄牙   | 迪奧高·哥斯達（Diogo Costa）                  | 左閘     | 2003年7月27日  | 2025年   |       |       |       |
| 30    | 新加坡   | 阿克拉姆·阿茲曼（Akram Azman）                | 右閘     | 2000年11月21日 | 2025年   |       |       |       |
| 中 場 |          |                                               |          |                |          |       |       |       |
| 6     | 喀麦隆   | 緹斯·丹爾格（Tsiy Ndenge）                    | 中场     | 1997年6月13日  | 2025年   |       |       |       |
| 8     | 葡萄牙   | 鲁伊·佩雷斯（Rui Pires）                      | 防守中场 | 1998年3月22日  | 2023年   |       |       |       |
| 10    | 荷兰     | 巴特·藍斯亞（Bart Ramselaar）                 | 進攻中場 | 1996年6月29日  | 2024年   |       |       |       |
| 15    | 新加坡   | 宋義勇（Song Ui-young）                       | 進攻中場 | 1993年11月8日  | 2024年   |       |       |       |
| 16    | 新加坡   | 哈米·夏欣（Hami Syahin）                      | 中场     | 1998年12月16日 | 2022年   |       |       |       |
| 前 鋒 |          |                                               |          |                |          |       |       |       |
| 7     | 新加坡   | 沙瓦尔·阿努阿尔（Shawal Anuar）               | 边鋒     | 1991年4月29日  | 2023年   |       |       |       |
| 9     | 德国     | 蘭拿特·菲爾（Lennart Thy）                    | 中鋒     | 1992年2月25日  | 2024年   |       |       |       |
| 17    | 比利时   | 麥斯·尼斯達恩（Maxime Lestienne）             | 翼鋒     | 1992年6月17日  | 2022年   |       |       |       |
| 18    | 巴西     | 安達臣·盧比斯（Anderson Lopes）               | 中鋒     | 1993年9月15日  | 2025年   |       |       |       |
| 31    | 新加坡   | 阿卜杜勒·拉薩克·阿基姆（Abdul Rasaq）         | 翼鋒     | 2001年6月16日  | 2023年   |       |       |       |